# European Seniors' Union
De European Seniors' Union (ESU) is de grootste politieke organisatie voor senioren in Europa. Het is lid van de Europese Volkspartij (EVP) en is vertegenwoordigd in 27 staten met 34 organisaties en ongeveer 1.269.000 leden.